# Lou Bega

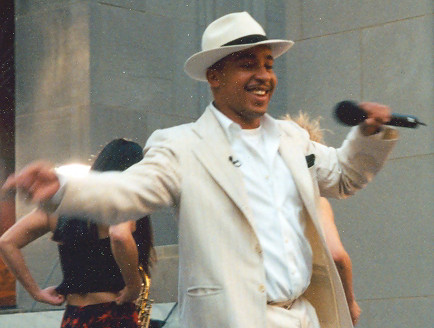
Lou Bega, 1999.

David Lubega Balemezi, född 13 april 1975 i München, mer känd under artistnamnet Lou Bega, är en tysk latinopopmusiker, mest känd för hitlåten "Mambo No. 5" från 1999. Låten är en cover av Pérez Prados instrumentallåt från 1949.

## Diskografi

### Album
| År   | Album                 | Placering på topplistan | Placering på topplistan | Placering på topplistan | Placering på topplistan | Placering på topplistan | Placering på topplistan | Placering på topplistan | Placering på topplistan | Placering på topplistan | Placering på topplistan | Placering på topplistan | Placering på topplistan |
| År   | Album                 | US                      | UK                      | DE                      | AT                      | CH                      | FR                      | NL                      | FI                      | SE                      | NO                      | AU                      | NZ                      |
| ---- | --------------------- | ----------------------- | ----------------------- | ----------------------- | ----------------------- | ----------------------- | ----------------------- | ----------------------- | ----------------------- | ----------------------- | ----------------------- | ----------------------- | ----------------------- |
| 1999 | A Little Bit of Mambo | 3                       | 50                      | 3                       | 1                       | 1                       | 8                       | 17                      | 1                       | 20                      | 3                       | —                       | 28                      |
| 2001 | Ladies and Gentlemen  | —                       | —                       | 54                      | 31                      | 23                      | 109                     | —                       | —                       | —                       | —                       | —                       | —                       |
| 2005 | Lounatic              | —                       | —                       | —                       | —                       | —                       | —                       | —                       | —                       | —                       | —                       | —                       | —                       |

### Singlar
| År   | Singel                   | Placering på topplistan | Placering på topplistan | Placering på topplistan | Placering på topplistan | Placering på topplistan | Placering på topplistan | Placering på topplistan | Placering på topplistan | Placering på topplistan | Placering på topplistan | Placering på topplistan | Placering på topplistan | Album                 |
| År   | Singel                   | US                      | UK                      | DE                      | AT                      | CH                      | FR                      | NL                      | FI                      | SE                      | NO                      | AU                      | NZ                      | Album                 |
| ---- | ------------------------ | ----------------------- | ----------------------- | ----------------------- | ----------------------- | ----------------------- | ----------------------- | ----------------------- | ----------------------- | ----------------------- | ----------------------- | ----------------------- | ----------------------- | --------------------- |
| 1999 | "Mambo No. 5"            | 3                       | 1                       | 1                       | 1                       | 1                       | 1                       | 1                       | 1                       | 1                       | 1                       | 1                       | 1                       | A Little Bit of Mambo |
| 1999 | "I Got a Girl"           | —                       | 55                      | 19                      | 19                      | 20                      | 5                       | 31                      | 2                       | 12                      | —                       | 31                      | 48                      | A Little Bit of Mambo |
| 1999 | "Tricky, Tricky"         | 74                      | —                       | —                       | —                       | —                       | —                       | —                       | —                       | 55                      | —                       | —                       | —                       | A Little Bit of Mambo |
| 2000 | "Mambo Mambo"            | —                       | —                       | —                       | —                       | —                       | 11                      | —                       | —                       | —                       | —                       | —                       | —                       | A Little Bit of Mambo |
| 2001 | "Gentleman"              | —                       | —                       | 35                      | 16                      | 62                      | 54                      | —                       | —                       | —                       | —                       | —                       | —                       | Ladies and Gentlemen  |
| 2001 | "Just a Gigolo"          | —                       | —                       | 94                      | —                       | —                       | —                       | —                       | —                       | —                       | —                       | —                       | —                       | Ladies and Gentlemen  |
| 2006 | "Bachata"                | —                       | —                       | 100                     | —                       | —                       | 69                      | 88                      | —                       | —                       | —                       | —                       | —                       | Lounatic              |
| 2006 | "You Wanna Be Americano" | —                       | —                       | —                       | —                       | —                       | —                       | —                       | —                       | —                       | —                       | —                       | —                       | Lounatic              |
| 2007 | "Conchita"               | —                       | —                       | —                       | —                       | —                       | —                       | —                       | —                       | —                       | —                       | —                       | —                       | Lounatic              |

### Samlingar
- 2002: King of Mambo
- 2004: Mambo Mambo - The Best of Lou Bega

## Prisbelöningar
- 1999: "Best International Song", Festivalbar (för "Mambo No. 5")
- 2000: "International Song of the Year", NRJ Music Awards (för "Mambo No. 5")
- 2000: "Single of the Year (National)", ECHO (för "Mambo No. 5")
- 2000: "Best National Artist in Foreign Countries", ECHO

1999 fick Lou Bega en Grammy för bästa manliga utförande av låten "Mambo No. 5".